# Rutger Bregman
Rutger Christiaan Bregman, född 26 april 1988, är en nederländsk historiker och författare. 
The Guardian har beskrivit Bregman som ett "Dutch wunderkind of new ideas" och Ted Talks har kallat honom "en av Europas mest framstående unga tänkare". Hans Ted talk, "Fattigdom är inte brist på karaktär, utan brist på pengar", valdes ut som ett av de tio bästa 2017. Han har gett ut fyra böcker om historia, filosofi och ekonomi, däribland Utopia för realister, och I grunden god.

## Böcker

### Utopia för realister
Huvudartikel: Utopia för realister
Utopia för realister (engelsk titel: Utopia for realists) förespråkar en väg till ett mer produktivt och rättvist samhälle genom universell basinkomst, 15-timmars arbetsvecka och öppna gränser. Boken skrevs först som en artikelserie för det nederländska nätmagasinet De Correspondent och har översatts till 32 språk.

### I grunden god
Boken I grunden god – en optimistisk historia om människans natur (engelsk titel: Humankind: A Hopeful History) från 2019 menar att människor i grunden är goda, och att denna insikt skulle kunna minska cynism och skapa ett mer rättvist samhälle, exempelvis genom ökat stöd för basinkomst. Boken hämtar stöd från flera vetenskaper, som historia, psykologi och antropologi, och argumenterar för att Rousseau hade rätt i sin syn på människans natur. Den engelska utgåvan blev en bästsäljare, men har också beskyllts för brist på vetenskaplig grund.

### Moral Ambition
I maj 2025 gav Bregman ut boken Moral Ambition, där han ifrågasätter traditionella mått på karriärframgång och uppmanar yrkesverksamma att använda sina talanger för att lösa globala problem som den globala uppvärmningen, ojämlikhet och pandemier. Alla intäkter från boken går till den nederländska ideella stiftelsen The School for Moral Ambition som grundades 2024.

## Andra aktiviteter
I en Ted-presentation med titeln "Fattigdom är inte brist på karaktär, utan brist på pengar" i april 2017 argumenterade Bregman för universell basinkomst som lösning på fattigdom.
I januari 2019 deltog Bregman i en paneldebatt på World Economic Forum i Davos, där han kritiserade evenemangets fokus på filantropi istället för skatteflykt och rättvis beskattning. Hans inlägg väckte stor uppmärksamhet i media.
En månad efter sitt framträdande i Davos intervjuades Bregman av Fox News-profilen Tucker Carlson. Men när Bregman kritiserade skatteflykt, Fox News och kallade Carlson för en "miljonär som betalas av miljardärer", blev Carlson upprörd, svor och avbröt intervjun – som aldrig sändes. En inspelning av intervjun ur Bregmans perspektiv publicerades av NowThis Media den 20 februari 2019 och fick över fyra miljoner visningar på Youtube.
År 2024 grundade Bregman The School for Moral Ambition för att uppmuntra människor att använda sina talanger och karriärer för att förbättra världen. Skolan fungerar som en ideell plattform för att stödja moraliskt drivna livsval och samhällsengagemang.